# Sébastien Charles Hubert de Gestas
Sébastien Charles Hubert, comte de Gestas, marquis de Lespéroux, né le 3 novembre 1752 à Donjeux, diocèse de Châlons (Marne), mort le 27 décembre 1793 à Bordeaux (Gironde), est un général de la Révolution française.

## États de service
Il entre en service le 19 novembre 1769, comme sous-lieutenant au régiment du Roi, il passe lieutenant en second le 24 juin 1770, et lieutenant en premier le 16 juin 1774. Le 12 février 1775, il devient cornette à la 1re compagnie des mousquetaires avec rang de mestre de camp, et il est réformé le 27 décembre 1775.
Le 4 septembre 1781, il est nommé mestre de camp du régiment de Maine, et le 1er janvier 1784, il prend le commandement du régiment de La Marine. Il est fait chevalier de Saint-Louis en 1787.
Affecté à l’armée des Pyrénées, il est promu général de brigade le 20 mai 1791, commandant la 11e division militaire, il est destitué le 23 octobre 1792.
Condamné à mort par la commission militaire de Bordeaux le 27 décembre 1793, il est exécuté le jour même.

### Sources
- (en) « Generals Who Served in the French Army during the Period 1789 - 1814: Eberle to Exelmans »
- Étienne Charavay, Correspondance général de Carnot, tome 1, 1893.
- Docteur Robinet, Jean-François Eugène et J. Le Chapelain, Dictionnaire historique et biographique de la révolution et de l'empire, 1789-1815, volume 2, Librairie Historique de la révolution et de l’empire, 886 p. (lire en ligne), p. 43.
- Alex Mazas, Histoire de l'ordre royal et militaire de Saint-Louis de 1693 à 1830, deuxième partie, 1860.